# ガールガイドフィジー連盟
ガールガイドフィジー連盟（ガールガイドフィジーれんめい、英: Fiji Girl Guides Association）は、1924年に設立されたフィジーのガールガイド（ガールスカウト）組織で、1981年には正式に「ガールガイド・ガールスカウト世界連盟（WAGGGS）」に加盟している。加盟者数は1,829名（2003年現在）。